# 查理·卫斯理

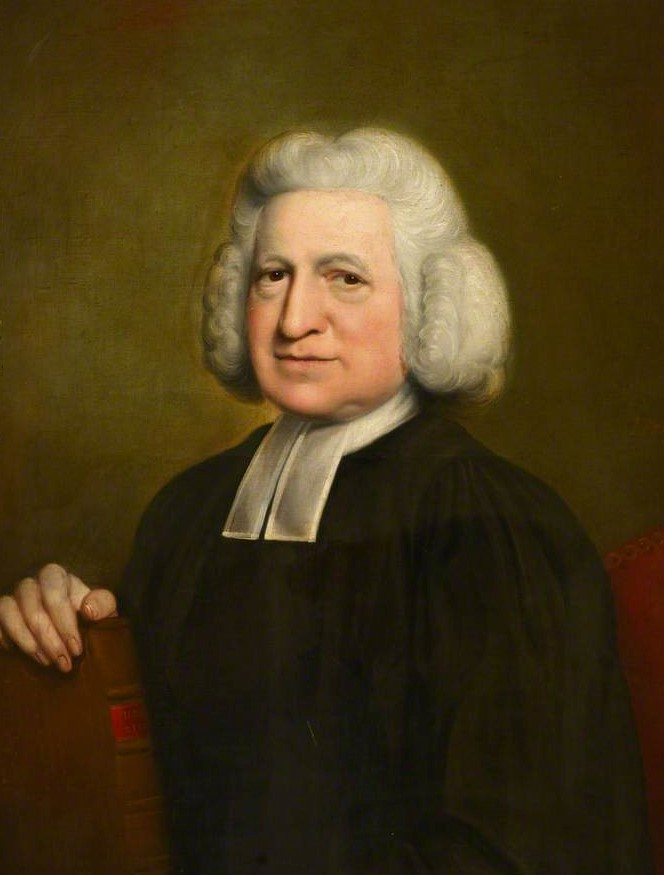
查理·卫斯理

查理·卫斯理（Charles Wesley，1707年12月18日—1788年3月29日）是循道宗(也稱為衛理公會)共同創始者之一，约翰·卫斯理的弟弟。查理·卫斯理以创作大量圣诗著称，一生写下了6,500首圣诗。